# 马萨伊纳斯
马萨伊纳斯（義大利語：Masainas），是意大利撒丁大区南撒丁省的一个市镇。总面积22平方公里，人口1362人，人口密度61.9人/平方公里（2009年）。ISTAT代码为107010。